# Saturnino Di Ruscio
Saturnino Di Ruscio (Fermo, 3 febbraio 1959) è un politico italiano, sindaco di Fermo dal 2001 al 2011.

## Biografia
Conseguito il diploma di maturità scientifica al liceo "Temistocle Calzecchi Onesti" di Fermo, nel 1982 si laurea all'Università di Perugia in Scienze Agrarie abilitandosi l'anno successivo alla professione di agronomo con il quale esercita per alcuni anni come libero professionista. In seguito incomincia una carriera nell'amministrativo come consulente in vari enti locali e della provincia di Ascoli Piceno. Dal 1986 è funzionario del Comune di Fermo. Dal 1992 al 1995 diventa anche presidente dei “Giovani Agricoltori” e ha svolto anche la carica di docente e coordinatore dei corsi di formazione professionale per “Agente Agrituristico ed Imprenditore Agrituristico”. È sposato e ha tre figlie.

### Attività politica
Alle elezioni amministrative del 2001 si candida sindaco di Fermo sostenuto dai partiti di Forza Italia, Alleanza Nazionale, Unione dei Democratici Cristiani e Democratici di Centro e da altre liste civiche. Vince il ballottaggio con il 52,88% delle preferenze. È durante il suo mandato di sindaco che la città diventa capoluogo di provincia con la legge 11 giugno 2004 n. 147.
La legge 147/2004, istitutiva della Provincia di Fermo, è stata presentata in Parlamento per la prima volta nel 1999 dall'On. Fabrizio Cesetti, successivamente Presidente della medesima Provincia, attualmente assessore al bilancio della Regione Marche.
Alle successive elezioni amministrative del 2006 viene eletto al primo turno con il 56,10% delle preferenze.
Nel 2009 viene scelto dal Popolo delle Libertà come candidato presidente della provincia di Fermo nelle elezioni amministrative del 6 e 7 giugno 2009, con il sostegno di Lega Nord e Unione di Centro. Al primo turno ottiene il 42,07%. Va così al ballottaggio il 21 e 22 giugno seguenti, contrapposto a Fabrizio Cesetti che ha ottenuto il 45,10% appoggiato da Partito Democratico, Italia dei Valori, Rifondazione Comunista, Comunisti italiani, Sinistra e Libertà e liste civiche locali. Al secondo turno risulta però eletto Cesetti con il 52,23% dei suffragi.
Nel 2011 termina il suo secondo mandato da sindaco e alle elezioni amministrative del 15-16 maggio, pur non candidandosi, si schiera apertamente per il candidato dell'UDC e "terzo polo", Giampiero Gallucci (candidato in precedenti tornate elettorali con il PDS e con liste civiche di centrodestra e di centrosinistra). Tuttavia l'esito elettorale vede vincente la candidata del centrosinistra, Nella Brambatti, col 51,35% delle preferenze, mentre il candidato del terzo polo si ferma all'11,7%.
Torna a candidarsi alle regionali delle Marche del settembre 2020 con la lista di Fdi senza essere eletto.